# Сумароково (Сафоновський район)
Сумароково (рос. Сумароково) — присілок Сафоновського району Смоленської області Росії. Входить до складу Богдановщинського сільського поселення.
Населення — 22 особи (2007 рік). 